# Ľudovít Retkes
Ľudovít Retkes, též Lajos Retkes (16. dubna 1919 – ???), byl slovenský a československý politik Komunistické strany Slovenska maďarské národnosti, poslanec Slovenské národní rady v 60. letech a poslanec Sněmovny národů Federálního shromáždění za normalizace.

## Biografie
Ve volbách roku 1964 se stal poslancem Slovenské národní rady. V SNR zasedal i po volbách roku 1971 až do roku 1976, přičemž v letech 1968–1971 byl členem výboru pro národnostní menšiny. Profesí byl zemědělec.
Po provedení federalizace Československa usedl do Sněmovny národů Federálního shromáždění. Mandát nabyl až dodatečně v květnu 1970. Do federálního parlamentu ho nominovala Slovenská národní rada. Ve federálním parlamentu setrval do konce funkčního období, tedy do voleb roku 1971.